# Isachsenfonna
Isachsenfonna ist ein Plateaugletscher in Haakon VII Land im nordwestlichen Teil von Spitzbergen, der das Akkumulationsgebiet der großen Gletscher Monacobreen und Kongsbreen bildet. Er bedeckt eine Fläche von etwa 140 km² und erreicht eine Höhe von etwa 900 m (3000 ft) über dem Meeresspiegel. Der Gletscher ist nach dem Polarforscher Gunnar Isachsen benannt, der den Gletscher im Jahr 1906 überquerte. Im Sommer 1934 wurden hier von Harald Ulrik Sverdrup und Hans Ahlmann einige der ersten systematischen glaziologischen Beobachtungen auf Spitzbergen durchgeführt.